# صوفي براون
صوفي براون (بالإنجليزية: Sophie Brown)‏ هي لاعبة كرة الريشة بريطانية، ولدت في 12 فبراير 1993 في ليدز في المملكة المتحدة.

## وصلات خارجية
- صوفي براون على موقع BWF.tournamentsoftware.com (الإنجليزية)
- صوفي براون على موقع BWFbadminton.com (الإنجليزية)